# Gare de Pruniers
La gare de Pruniers est une gare ferroviaire française de la ligne de Salbris au Blanc, située sur le territoire de la commune de Pruniers-en-Sologne, dans le département de Loir-et-Cher, en région Centre-Val de Loire.
C'est une halte de la Société nationale des chemins de fer français (SNCF) desservie par les trains du réseau TER Centre-Val de Loire.

## Situation ferroviaire
Établie à 84 mètres d'altitude, la halte de Pruniers est située au point kilométrique (PK) 214,424 de la ligne de Salbris au Blanc, entre les gares de Base aérienne et de Gièvres.

## Histoire
Elle est mise en service le 6 octobre 1902 avec l'ouverture de la voie entre la gare de Romorantin et la gare d'Écueillé.

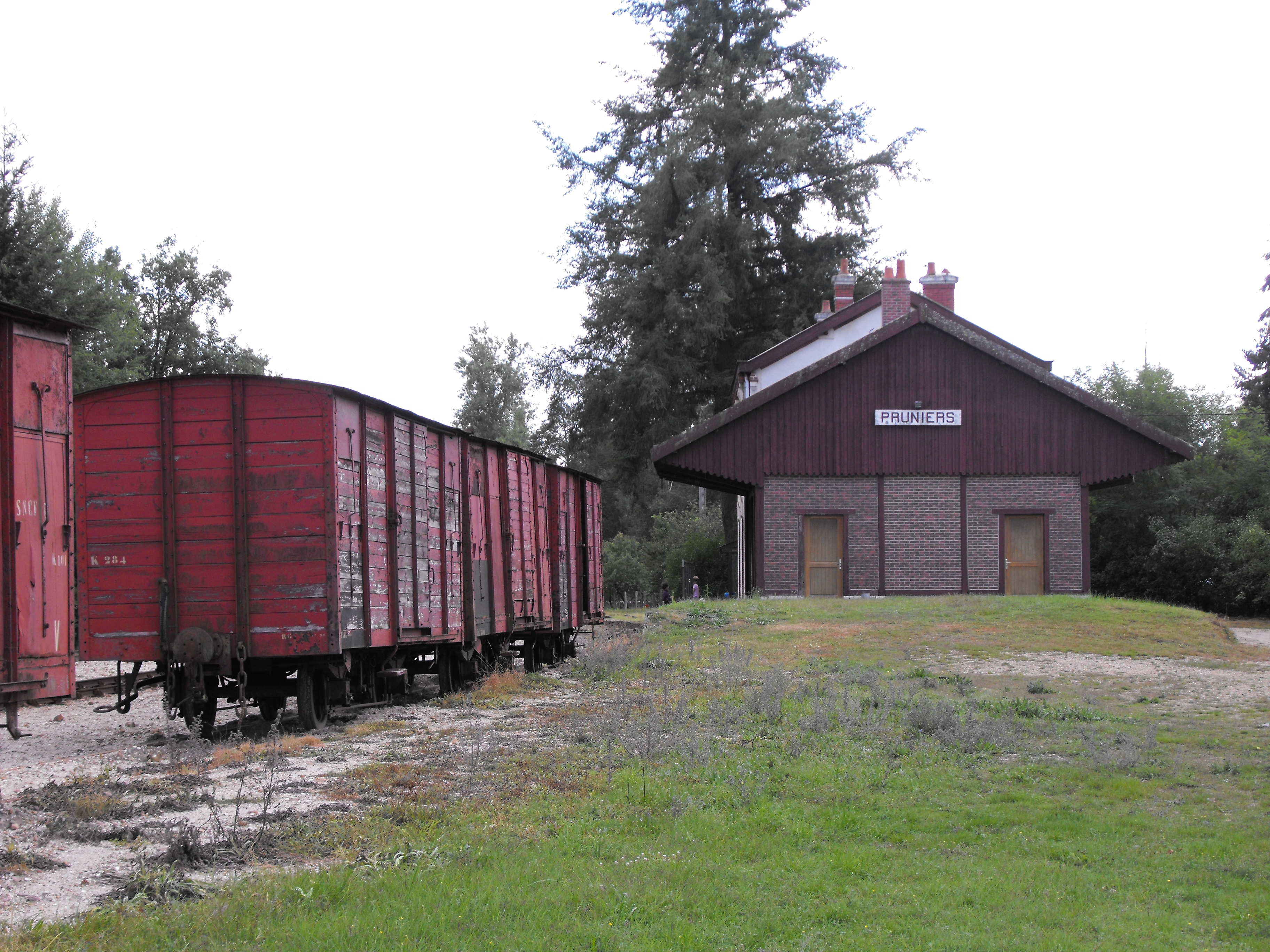
La voie de débord - Les anciens wagons couverts étaient encore présents en 2011.

## Service des voyageurs

### Accueil
Halte SNCF, c'est un point d'arrêt non géré (PANG) à entrée libre.
Elle est équipée de deux quais centraux, encadrant trois voies. Le changement de quai se fait par un platelage posé entre les voies (passage protégé).

### Desserte
En 2012, la halte est desservie par la relation commerciale Luçay-le-Mâle - Romorantin-Lanthenay - Salbris (TER Centre-Val de Loire).